# ロックフォード・アビエイターズ
ロックフォード・リバーホークス（Rockford RiverHawks）は、プロ野球独立リーグのフロンティアリーグ（東地区）に加盟していた野球チーム。本拠地は、アメリカ合衆国イリノイ州ラブズパーク。

## 概要
1993年にポーツマス・エクスプローラーズ（Portsmouth Explorers）として創設され、フロンティア・リーグに加盟。
1996年、本拠地変更に伴い、チーム名をスプリングフィールド・キャピタルズ（Springfield Capitals）に変更。同年と1998年にリーグ優勝を果たす。
2002年、本拠地変更に伴い、チーム名をロックフォード・リバーホークスに変更。2004年、3度目のリーグ優勝を果たした。
2010年からはノーザンリーグに移籍したが、同年のシーズン終了後に同リーグは他の独立リーグと合併し消滅したため、2011年から再びフロンティア・リーグに加盟する。
2013年、チーム名をロックフォード・アビエイターズに改名。
財政難のため2015年シーズンをもって解散した。

## 主な元所属選手
- ビクトル・ディアス（2010、元：中日ドラゴンズ）
- ランドール・サイモン（2010、元オリックス・バファローズ）
- マイク・ウッド（2010、元：横浜ベイスターズ）
- ドリュー・ルチンスキー（2011、2012 - 2013、オークランド・アスレチックス）
- ニック・アンダーソン（2012 - 2013、アトランタ・ブレーブス）
- ホセ・マルティネス（2014、元シカゴ・カブス）